# 홍명희
홍명희(洪命憙, 1888년 5월 23일 ~ 1968년 3월 5일)는 독립운동가 이자 조선민주주의인민공화국의 정치인이다. 해방 후 1948년 월북하여서 조선민주주의인민공화국의 정치인으로도 활동했다. 1948년 9월부터 1962년까지 조선민주주의인민공화국의 내각 부수상과 최고인민회의 상임위원회의 초대, 제3대 부위원장(1948년 9월 - 1957년, 1958년 10월 - 1968년)을 역임하였다. 그는 일제강점기 당시에 이광수, 최남선과 더불어 조선의 3대 천재로 대표되었던 인물이었으며, 소설 《임꺽정》의 작가로 유명하다. 본관은 풍산. 호는 벽초(碧初), 필명은 가인(假人) 또는 가인(可人)·백옥석(白玉石)이다. 일생동안 소설창작, 언론활동, 정치활동, 독립운동 등의 다양한 활동을 하였다.

## 생애

### 생애 초반

#### 출생과 가계
홍명희는 충청도 괴산군 괴산읍 동부리(괴산 홍범식 고가)에서 출생하였으며, 근처 제월리로 이주했으며 지난날 한때 충청도 괴산군 증평면 증평리에서도 잠시 유아기를 보낸 적이 있다. 제월리에는 그의 일가가 살던 생가가 존재하고 있다.
그의 가계는 풍산 홍씨로 선조와 인목왕후의 딸인 정명공주(貞明公主)와 남편 영안위 (永安尉) 홍주원(洪柱元, 1606~1672)의 차남 홍만형(洪萬衡, 1633~1670)이 그의 10대조이다. 정조의 어머니 혜경궁 홍씨의 친정인 홍봉한, 홍인한 형제는 홍주원의 장남 홍만용(洪萬容, 1631~1692)의 증손이고, 방계 선조들 중에는 정조 때의 세도재상 홍국영도 있다. 또한 다산 정약용의 처가 역시 그의 집안의 방계 혈족들이었다. 고모 홍정식은 독립운동가 조완구의 아내이기도 했다.
홍명희의 증조부 홍우길은 장원급제후 대사헌, 예조판서 이조판서를 지냈고, 할아버지 홍승목은 정2품 중추원 참의를 지냈으나 1910년 한일 병합 조약 이후 조선총독부가 주는 작위를 받았다. 그러나 그의 아버지인 금산군수 홍범식은 한일합방에 분개하여 자결한다. 어려서 생모를 잃고, 아버지 홍범식은 조씨와 재혼했으며, 계모 조씨에게서 이복 동생들이 태어났다.
생모 은진 송씨(恩津 宋氏, 1871~1890)는 군수 송은로(宋殷老)의 딸로, 송시열과 함께 서인의 영수였던 동춘당 송준길(宋浚吉, 1606~1672)의 9대손이다. 외숙 송종면(宋鍾冕, 1866~?)도 문과 급제자였다.
1900년에 참판 민영만(閔泳晩, 1863~1916)의 딸 여흥 민씨(驪興 閔氏, 1885~1953)와 결혼하였다. 장인 민영만은 고종(高宗, 1852~1919)의 외조부 민치구(閔致久, 1795~1874)의 형 민치대(閔致大)의 손자이며, 민선호(閔璿鎬)의 아들이다. 명성황후 민씨(明成皇后 閔氏)나 순명효황후 민씨(純明孝皇后 閔氏) 집안과도 그리 멀지 않다.

#### 학창시절과 독립운동 활동
1901년부터 1906년 일본으로 가기 전까지 중경의숙에서 학문을 공부하고 문학에 처음 접함. (부친은 법학을 하길 바랬으나 문학을 더 좋아함.)
그는 일찍이 일본으로 유학, 일본의 다이세이 중학(大成中學)에서 수학하였다.

1910년 8월 29일 그의 아버지 홍범식은 대한제국의 관료로 경술국치에 치욕을 느껴 자결하였다. 당시 일본에서 공부하던 홍명희는 아버지의 자결 소식을 듣고 충격을 받아 학업을 포기하고 조선에 돌아온다. 그가 부친상 중인 1911년 4월에 일본 문예지에 게재한 일본어 단편 소설 "유서"가 근래 발굴되었다.
그는 항일의식을 자결로 실천한 아버지가 남긴 '일본 제국주의에 협력하지 말고 저항하라'는 유언을 그대로 받들어 실천하였다. 1919년 3.1운동에 괴산에서 충청북도 최초로 참여하였다. 상하이로 건너가서는 이광수를 다시 만나기도 했다. 이때 그는 이광수와 친밀하게 지내며 그에게 톨스토이를 권했다고도 한다. 홍명희는 조소앙, 이광수 등과 함께 상하이에서 궁핍한 생활을 계속하였는데, 이광수는 '도저히 상하이 생활을 못하겠다'고 선언하고는 귀국길에 오른다. 하지만 홍명희는 이광수를 버리지는 않았다.
항일 독립운동으로 수차례 옥고를 치르면서도 그는 동아일보 편집국장과 시대일보 사장을 역임했다. 또한 이승훈이 설립한 오산학교 교장 근무, 아들 홍기문과 함께 참여한 신간회 결성등의 업적도 남겼다.
아들 홍기문의 증언에 의하면 맑스주의를 공부한다며 원서를 읽고, 가와카미 하지메(河上肇, 1879~1946)와 야마카와 히토시(山川均, 1880~1958) 등의 책을 사서 보기도 했다고 한다. 또 1920년대 중반에는 조선 공산당 비밀 당원이었다가 출당 조치를 당하기도 했다고 한다. 이로 볼때 그가 적극적인 공산주의 활동을 한 적은 없는 것 같지만, 상당히 우호적인 생각을 가지고 있은 것은 사실로 보인다.
1927년 《현대평론》이 창간되자, 그 창간호에 이관용(李冠鎔)·안재홍·김준연·이순탁(李順鐸)·백남운(白南雲)·이긍종 등과 함께 참여하였다. 1928년 11월 21일 소설 임꺽정을 연재하기 시작했다. 13년에 걸쳐 조선일보에 연재된 것을 비롯해 1930년대 그가 쓴 거의 모든 글은 조선일보와 자매지 '조광'에 발표됐다.
소설 임꺽정은 '살아 있는 최고의 우리말사전'이라 불리었는데, 임꺽정 저자 홍명희의 투옥과 개인 사정 등으로 연재가 4차례 중단됐으며, 1940년 조선일보가 폐간된 뒤에는 '조광'에 발표됐다. 1940년 일제의 가혹한 탄압에 못 이겨 조선일보에 연재하였던 소설 '임꺽정'을 중단하고 고향으로 내려가 칩거, 은둔생활을 지냈다.
1941년에 임전대책협의회(臨戰對策協議會), 1945년에는 언론보국회(言論報國會)에 이광수(李光洙, 香山光郞), 최남선(崔南善) 등과 나란히 참여하여, 그도 친일 시비에서 완전히 자유롭기는 어렵다.

### 광복 이후

#### 사회운동
1945년 해방 뒤, 벽초는 조선문학가동맹 중앙집행위원장을 역임하면서 사회주의 운동을 했다. 1945년 12월 19일 서울운동장에서 개최된 임정개선환영대회에서 축사를 하였다. 또 12월 23일 오후 2시 김구가 주관하는 순국선열추념대회에 참여하였다. 순국선열추념대회 위원으로 선출되었다.
1945년 12월말 모스크바 3상 회의에서 한반도에 대한 5년간의 신탁통치가 결정되었다는 소식이 전해지자 12월 29일 서울신문과의 기자회견에서 반탁운동을 전개할 것을 역설했다. 김구와 임시정부 측이 신탁통치안에 반발하여, 강력한 반탁운동을 추진하면서 12월 30일 결성된 「신탁통치반대 국민총동원위원회(信託統治反對國民總動員委員會)」에 홍명희도 박헌영 등과 함께 참여하여 중앙위원과 상임위원(常任委員)이 되었다. 또 같은 해 12월 30일에 40여 개의 좌익단체가 모여 「반파쇼공동투쟁위원회」 결성대회를 열었는데 그가 위원장이 되어 신탁통치안 철폐요구 성명서를 채택했다. 그러나 신탁통치가 후견통치라는 것과 분단을 막을 수 있는 유일한 방법임을 인식하고 반탁운동에서 탈퇴하고 찬탁으로 돌아섰다.
1947년 7월에 여운형이 암살된 이후 홍명희가 근로인민당의 당수가 되어 활동하였으나 홍명희의 인기는 여운형에 댈 것이 못 되었다. 이후로도 민주통일당(民主統一黨), 민주독립당(民主獨立黨) 등 군소 정당의 대표를 맡았으나 정치적 역량 부족으로 세력 확대에는 실패했다.

#### 단정수립 반대와 남북협상 참여

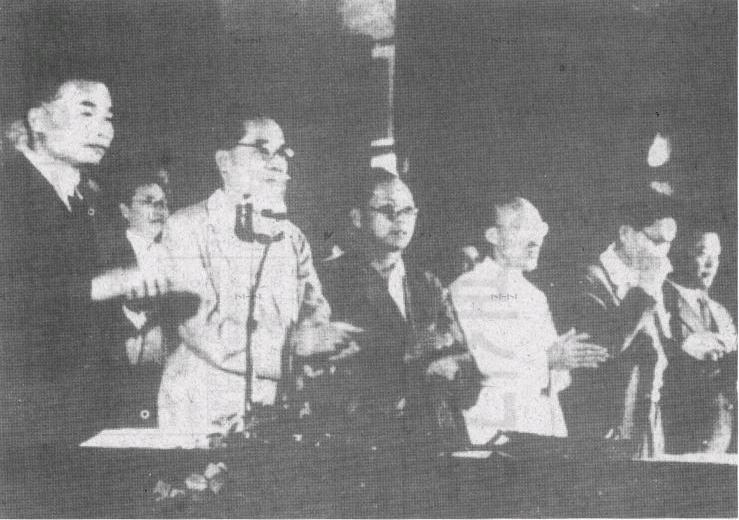
1948년 8월, 황해도 해주에서 열린 '인민대표자대회'. 왼쪽부터 백남운, 허헌, 박헌영,홍명희.

1947년 11월 총선 실시 및 감시를 위해 입국하는 UN위원단 환영대회에 명예회장 이승만, 회장 조소앙에 이어 부회장으로 참여하였다. 1948년 1월 UN한국위원단이 도착하면서 단독정부 수립 불가피론과 남북협상론이 나오자 그는 남북협상을 지지하였다.
그는 1945년 12월 김일성(金日成), 무정(武丁) 두 사람의 입경(入京) 환영준비 위원장을 맡은 바 있는데, 그들의 입경은 성사되지 않았지만 김일성은 이때부터 홍명희에 관심을 가지기 시작했다고 한다. 대체적으로 보아 중도좌파에 해당하는 인물인 홍명희는 1946년 봄부터 북한공산당에 포섭되었다고 하며, 1946년 3월말과 8월에 두 차례 비밀리에 북한을 방문하여 김일성 등 지도급 인사들을 만났고, 이들의 요청에 응하여 남한에서의 정치 활동을 했다는 흔적이 많이 보인다. 그의 비밀 방북에는 일찍부터 공산주의자가 된 둘째 아들 홍기무의 역할이 있었다고 한다. 1947년 11월 중순 세 번째로 방북하였고, 돌아온 이후로 남한 단독 총선 반대와, 남북 협상 성사를 위해 적극 노력하였다. 1948년 4월 김구의 방북은 성시백(成始伯, 1905~1950)의 공작도 있었지만 홍명희의 설득이 결심하는데 큰 역할을 했다고 한다. 또 박갑동은 남로당의 홍남표(洪南杓, 1888~1950)가 홍명희를 시켜 김구가 방북하도록 공작을 하게 했다고 한다.
홍명희는 김구 등의 방북 직전인 1948년 2월에도 비밀리에 북한을 방문하고 왔다고 하는데,
소련군의 군사위원이었던 레베데프 (Nikolai Lebedev, 1901 – 1992) 소장이 남긴 "레베데프 비망록"이 1994년 공개되면서 1948년의 남북정치협상은 소련군의 치밀한 정치공작에 따른 것이었다고 밝혀졌다.
그는 1948년 4월 남북협상차 방북하는 김구, 김규식 등과 같은 때 방북하였으나 돌아오지 않고 북한에 눌러 앉았다.

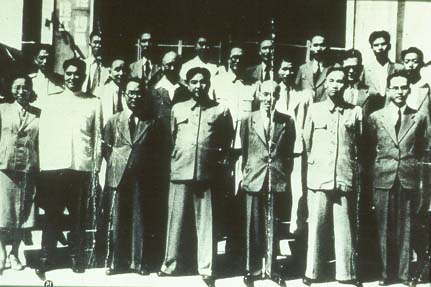
1948년 9월. 조선민주주의인민공화국 초대 내각, 홍명희 (앞줄 오른쪽에서 세 번째)

북한에 남은 홍명희는 몇달 뒤인 1948년 8월 15일 대한민국 정부 수립 직후에 남한과 미국을 격렬히 비난하는 대남방송을 하였다.

#### 조선민주주의인민공화국에서의 정치활동
조선민주주의인민공화국에 잔류하던 홍명희는 1948년 9월 9일, 북한 부수상(副首相)에 선임 되었다.
이후 노동당 군사위원회 위원., 내각 부수상 등으로 주요정치활동을 하였으며, 한국전쟁에 반대한 인물들 중 한명으로 알려져 있다.
1949년 1월 평양에서 열린 조소(朝蘇)공식회의(제1차회의)에 북한 대표로 참석해 소련 사절단에게 공군을 확장해 줄것을 강력히 요구하였다.

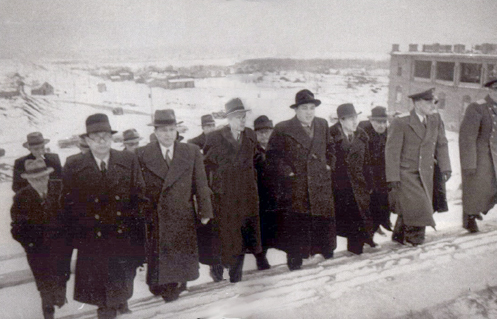
1949년 3월 김일성의 모스크바 방문을 수행하여 소련 최고회의 앞 계단을 오르는 장면. 앞줄 왼편부터 박헌영, 최용건, 홍명희, 김일성. 당시 김일성은 스탈린에게 남침에 대한 지원을 요청했다 거절 당했다. 동행한 홍명희도 당연히 김일성의 남침 계획을 알고 있었을 것이다. 스탈린은 이듬해 초 남침을 승인했고, 홍명희는 남침 준비와 전쟁 수행에 협조하였으므로 그도 6.25 주요 전범의 한 사람이다.

김일성이 1949년 3월 스탈린에게 남침 전쟁을 지원해줄 것을 요청하러 모스크바를 방문할 때 그도 부수상 자격으로 동행하였고, 당시 사진이 많이 남아 있다. 스탈린은 당시에는 남한에 미군이 주둔하고 있고, 북한군이 압도적 우위를 확보하지 못했다는 이유로 불허했다. 그후로 김일성은 무려 48차례나 스탈린에게 남침 승인을 요청했고, 번번이 거절하던 스탈린은 중국이 공산혁명에 성공하는 등 상황이 유리하게 변하자 마지 못해 1950년 1월 30일 남침을 지원하겠다는 의사를 김일성에게 통보하였다.
이런 일들은 부수상이었던 홍명희도 김일성의 남침 계획을 일찍부터 잘 알고 있었고 이에 협력했다는 증거가 될 수 있다. 뿐만 아니라 6.25 남침 개시 이튿날인 6월 26일 조직된 김일성을 위원장으로 하는 전쟁 최고 지휘부였던 7인 군사위원회의 위원이었으므로 그도 주요 6.25 전범 중의 한 명이다.
1950년 7월 4일 북한 최고인민회의 상임위원회는 남한 토지개혁의 실시를 발표했다. 이미 그 이전인 1949년 5월 13일 ＜공화국 남반부의 토지개혁실시를 위한 법령기초위원회＞가 조직되어 남한 토지개혁 준비 사업에 착수하고 있었는데, 홍명희가 그 위원장을 맡아 무상몰수, 무상분배의 원칙의 토지개혁 법령안을 만들었다. 이런 것들은 그가 일찍부터 김일성의 남침 계획에 적극 협력하고 있었다는 것을 보여준다.
1949년 9월 김정숙이 죽자 김일성(金日成)은 1950년 1월 15일에 홍명희의 딸 홍영숙(洪永淑)과 재혼한다. 6.25 남침 당시 그는 김일성의 장인이었다. 6.25 때 체포된 김일성의 전속 간호부 조옥희(趙玉姬)가 홍영숙은 심장이 약하다고 증언했으므로 아마 그 문제 때문인 것 같지만 그녀가 결혼 초기에 죽어 이 사실은 그다지 잘 알려지지 않았다. 하지만 그 후로도 김일성은 홍명희를 여러모로 배려하고 지원하여 두 사람은 상당한 유착관계를 유지하고 있었다는 것을 알 수 있다.
박갑동(朴甲東, 1919~ )에 의하면 홍명희는 부수상에 선임되자 이에 감격하여 쌍둥이 딸 둘을 김일성 관저에 가정부로 들여보냈다 한다. 이들 중 한명이 1950년 1월 15일 김일성과 결혼한 것이다.

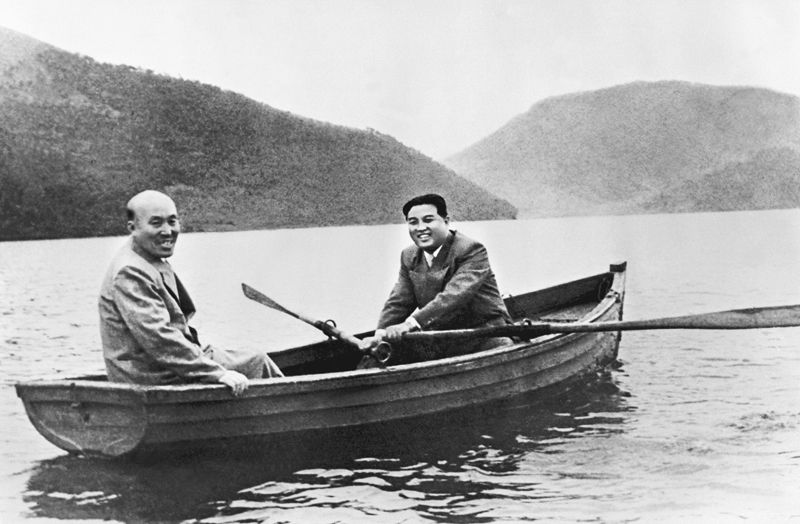
1958년 5월 5·1절 경축행사가 끝난 뒤 평양 교외 호수에서 김일성(오른쪽)과 홍명희가 뱃놀이를 하고 있는 모습. 이 사진은 김정일이 16세때 찍은 것으로 알려져 있다.

대부분의 월북 문인들이 숙청 당했음에도 불구하고 홍명희만 고위직에서 승승장구한 것은 이러한 김일성과의 유착관계가 작용했을 것이다. 그가 다른 여러 문인들의 숙청에 대해서 어떤 입장을 취했는지는 알려진 바 없지만 적극적으로 변호한 흔적도 보이지 않는다. 그는 6.25 전쟁 중인 1952년 "근로자"지에 《김일성 장군은 조선민주주의인민공화국의 창건자이며 조직자이다》라는 글을 써서 전범 김일성을 찬양한 바도 있다.
한국 전쟁 때 피난오던 도중 이광수가 심한 동상과 폐결핵으로 사경을 헤매자, 그는 직접 이광수를 찾아 왔다. 그는 김일성의 재가를 얻어 평안북도 강계군에서 15킬로미터 떨어진 자기 숙소에 데려갔다가 인민군 병원으로 옮겼다. 그러나 이광수는 폐결핵의 악화로 숨을 거두고 말았다.
1961년 5월 13일 부수상 홍명희가 위원장이 되어 북한의 각 정당사회단체를 대표하는 33명의 준비위원들이 모여 노동당 외곽단체의 하나로 조국평화통일위원회(조평통)를 조직하였고, 이를 통해 대남 정치공세를 펼쳤다.
올림픽 위원장(委員長), 과학원장(科學院長)으로있다가 1962년에 최고인민회의상임위원회부위원장(最高人民會議常任委員會副委員長)에 선임 됐었다.

### 대남 적대 활동에 간여
북한에 아무 기반도 없었고, 공산주의 활동을 맹렬히 한 전력도 없던 홍명희가 1948년 4월 월북 직후 부수상이라는 최고위직에 발탁된 것은 상당히 의외의 인사로 보인다. 하지만 이면에는 그가 해방 직후부터 비밀리에 북한을 왕래하며, 북한에 포섭되어 남한에서 갈등을 부추기는 정치활동을 주로 했고, 김구와 김규식의 방북을 성사시키고, 동행한 400여명의 인사중 70여명이 북한에 눌러앉게 하여 아직 정부 출범도 못한 남한의 우파 진영에 심대한 타격을 입히고, 남북협상 찬반으로 남한내 갈등을 조장시킨 공로를 인정받은 결과로 보인다. 당시 남으로 귀환하지 않은 70여명은 방북후 갑자기 북한 잔류를 결정했을 가능성은 희박하므로 처음부터 북한을 위해 활동하던 사람들이었을 가능성이 매우 크다.
홍명희의 아들과 비서가 남파되어 간첩활동을 하다 체포된 적이 있는 것으로 보아 그는 대남 공작에도 적극 간여한 것으로 보인다. 그의 차남 홍기무(洪起武)는 1949년 9월 초순에 남파되어 홍명희가 월북전 당수로 있었던 민주독립당(民主獨立黨)의 조직을 강화하고, 한국 정부 파괴 및 요인 암살 등을 기도하다 12월 말에 체포되었다. 그는 6.25 때 인민군이 서울을 점령하자 감옥을 탈출하여 장인 위당 정인보(爲堂 鄭寅普, 1893~1950.09.07)를 납북하였고, 위당의 죽음에 직접적 책임이 있는 것으로 보인다. 6.25 당시 홍명희 그는 김일성의 장인이었으며, 홍명희의 장남 홍기문 그는 김일성의 첫째 처남이었다.
홍명희는 월북할 때 둘째 아들 홍기무를 데리고 갔는데 그는 위당 정인보(爲堂 鄭寅普) 선생의 둘째 사위였습니다.   다음  위당 선생의 자제분인 정양모(鄭良謨) 전 국립중앙박물관장의 증언,

  “아버님과 벽초 선생이 절친해 벽초의 둘째 아들 홍기무와 둘째 누이의 혼사가 이루어졌다. 벽초가 1948년 남북연석회의에 가며 둘째 아들을 데리고 가 돌아오지 않았다. 그 후 둘째 매형(홍기무)이 남파간첩으로 내려왔다 붙잡혔다. 당시 아버님은 감찰위원장이었다. 6·25가 나자 형무소를 탈출, 서울이 점령당하자 큰 차를 타고 우리 집에 왔다. 장인에게 큰 절을 하더니 ‘장인께서도 저와 같이 혁명 사업을 하시지요’라고 했다. 그랬더니 아버지께서 ‘너는 유물론자고 나는 유심론자인데 어떻게 같이 혁명 사업을 하느냐’고 반문했다. 그러자 다시 큰 절을 하더니 ‘장인이 절개를 지키는 건 존경합니다. 그렇지만 우리 인민정부에 협력 안하시면 반동입니다’라고 하고 갔다. 그 며칠 후 보안서원 몇 명이 와서 아버지를 데리고 갔다.”

홍기무는 6.25 당시 인민군이 점령한 서울에서 당 연락부장 이주상(李胄相, 1915~?)의 지시로 내무성 정보국장 방학세(方學世, 1912~1992)의 요인 납북 공작에 협력하고 있었던 것으로 보인다.
위당의 셋째 아들이자 홍기무의 처남 정흥모(鄭興謨)는 6.25 때 국군으로 참전하여 전사하였다. 두 집안은 친구고 사돈이라는 좋았던 인연이 마지막에 악연으로 돌변한 경우이다.
홍명희의 차석 비서 김원철(金元哲)도 6.25 때 남파되어 선전 사업 중에 서울 탈환으로 9월 20일 월북하였다. 지령을 받고 1950년 11월 5일 다시 남파되었다가 청량리 친척집에서 11월 14일에 체포되었다.
6.25 와중에 그의 고모부 조완구(趙琬九, 1881 ~ 1950)나 위당 정인보를 납북한 일에도 그가 개입했을 가능성이 농후하다. 당시 북한 요원들은 납북 대상자 명단을 사전에 준비해서 내려왔다고 하는데, 이들이 포함된 것은 부수상인 홍명희의 뜻이 반영된 것으로 보인다. 그의 내락 없이 하급자들이 부수상 친인척의 신병을 함부로 할 수는 없었을 것이다.
6.25 전후로는 전쟁 준비와 수행에 적극 협력하여 전쟁에 대한 책임이 상당하다. 휴전 이후로는 1961년 5월 13일 부수상이었던 그가 위원장이 되어 노동당 외곽단체의 하나인 조국평화통일위원회(祖國平和統一委員會, 조평통)를 조직했는데, 이 단체는 대남 정치 공작과 선전을 지속적으로 수행하여, 남한 내 여론을 분열시키고 갈등을 유발하는 일들을 해 왔다.
그가 간여했는지는 불분명하나 그의 제자로 알려진 이구영(李九榮, 1920~2006)도 1958년 7월 간첩으로 남파되어 내려왔다가 9월에 부산에서 검거되어 1980년까지 22년간 징역을 살았다.

### 사후
1968년 3월 5일 사망하였다. 사후 조선민주주의인민공화국에서는 평양 애국열사릉에 안장되었다. 현재 그의 생가는 충북 괴산군에 의해서 보전되어 있다.

## 기념문학비 건립
1998년 10월 17일 벽초문학비건립추진위원회에 의해서 홍명희 선생의 문학가로서의 업적을 기리는 문학비가 건립되었다. 하지만, 홍명희의 월북사실을 문제삼은 괴산 재향군인회 등의 우파단체들의 반발때문에 1948년 월북했다는 문구가 삽입된 새로운 비문이 2000년 6월 12일 건립되었다.

## 가계
- 증조부 : 홍우길(洪祐吉, 1809~1890), 이조판서 역임
  - 조부 : 홍승목(洪承穆, 1843~1925), 병조판서 역임 / 생부는 홍우필(洪祐弼)
    - 아버지 : 홍범식(洪範植, 1871 ~ 1910), 경술국치 때 자살
    - 생모 : 은진 송씨(恩津 宋氏, 1871~1890) : 군수 송은로(宋殷老)의 딸[1]; 오빠 송종면(宋鍾冕, 1866~?)[5]
    - 계모 : 조경식(趙璟植, 1876~1950) : 6.25 전쟁 중 우익 인사들에게 끌려가 살해 당함.[3][71]
      - 동생 : 홍성희(洪性憙, 1894~?) : 형 홍명희와 함께 월북.[41]
      - 동생 : 홍도희(洪道憙, 1903~1923)[1][72]
      - 동생 : 홍교희(洪敎憙, 1907~1922)[1][72]

    - 고모 : 홍정식(洪貞植, ? ~ 1945년 2월), 조완구(趙琬九, 1881 ~ 1950)에게 출가

- 처 : 여흥 민씨(驪興 閔氏, 1885~1953) : 민영만(閔泳晩, 1863~1916)[6]의 딸[1][72][73]
  - 장남 : 홍기문(洪起文, 1903~1992) : 전 조선민주주의인민공화국 사회과학원 부원장
  - 장자부 : 덕수 이씨
    - 손자 : 홍석형(洪錫亨, 1936~?) : 노동당 계획재정부장으로 있다 숙청 당함.[74]
    - 손자 : 홍석중(洪錫中, 1941~) : 소설가

  - 차남 : 홍기무(洪起武, 1910~?) : 초명 기은(起殷)[1]. 간첩으로 남파되었다가 피체 투옥되었다 6.25때 탈출하여 월북함.[64][63]
  - 차자부 : 정경완(鄭庚婉 1920~?), 정인보의 둘째 딸[54][64]
    - 손자 : 홍석우
    - 손자 : 홍석주
    - 손녀 : 홍석매(1957~)[75]

  - 3남 : 홍기하(洪起夏, 1919~1920)[76][77]
  - 장녀 : 홍주경(洪姝瓊, 1921~?)
  - 차녀 : 홍무경(洪茂瓊, 1921~?)
  - 3녀 : 홍계경(洪季瓊, 1926~?)[78]

1950년 1월 15일 그의 딸 홍영숙(洪永淑, 또는 홍애연(洪愛姸))이 김일성과 결혼하였는데, 맏딸 또는 둘째딸이라는 것으로 보아 쌍둥이인 홍주경과 홍무경 중 한 명일 것으로 추정된다.
홍명희의 조부 홍승목(洪承穆, 1843~1925)이 1867년에 작성한 직계 선조 계보 "풍산홍씨직파연보도(豐山洪氏直派年譜圖)"가 있다. 부친이 생부 홍우필(洪祐弼)로 나오므로 당시는 아직 홍우길의 양자가 되기 전이다.

## 참고 문헌
- 강영주, 벽초 홍명희 연구 (창작과 비평, 1999)
- 박병엽(朴炳燁, 1922 ~ 1998) 구술, 유영구, 정창현 엮음, 김일성과 박헌영 그리고 여운형 - 전 노동당 고위간부가 본 비밀회동 (선인, 2010) "제4장 홍명희의 월북"
- 신복룡, <광복 70주년 특집 | 인물로 본 해방정국의 풍경> 돌아오지 않은 사람들 : 홍명희가 북한에 남은 이유 [주간조선 2373호] 2015.09.07
- 강영주 : 자료정선. 홍명희,『학창산화(學窓散話)』[깨진 링크(과거 내용 찾기)] (pdf)
- 홍주경(洪姝瓊); 홍무경(洪茂瓊) 공저(共著), 『조선 의복·혼인제도의 연구(朝鮮 衣服·婚姻制度의 硏究)』 서울: 을유문화사(乙酉文化社), 1948년.

홍명희의 쌍둥이 딸이 1948년 월북 직전 서울에서 간행한 저서

## 홍명희를 연기한 배우들
- 이성용 - 《야인시대》(2002년) SBS 드라마

## 같이 보기
| - 최남선 - 이광수 - 정인보 - 조소앙 - 임꺽정 - 조선일보 - 시대일보 - 신간회 | - 근로인민당 - 최고인민회의 - 남북협상 - 신채호 - 송진우 - 방응모 - 안재홍 - 윤치호 | - 정만조 - 정인보 - 박헌영 - 허헌 - 허정숙 - 좌우 합작 운동 - 김일성 - 리강국 | - 리승엽 - 여운형 - 여운홍 - 윤치영 - 김두봉 - 김원봉 - 괴산 홍범식 고가 |